# Krzysztof Dziedzic
Krzysztof Dziedzic (ur. 25 maja 1975) – polski perkusista i kompozytor jazzowy. Zadebiutował w 1996 roku na festiwalu Jazz nad Odrą we Wrocławiu w kwintecie Piotra Wojtasika. Nominowany do Fryderyka 2018 w kategorii Fonograficzny Debiut Roku za płytę „Tempo”.

## Dyskografia

### Albumy autorskie
| 2017                           | Tempo - Data: 15 lutego 2017 - Wydawca: For Tune | — |
| "—" pozycja nie była notowana. |                                                  |   |